# Vinces (canton)
Vinces est un canton d'Équateur situé dans la province de Los Ríos.